# あつまれ!わんパーク
『あつまれ!わんパーク』は、1999年（平成11年）4月5日から2010年（平成22年）3月26日までNHK教育テレビジョンで平日（月曜日から金曜日）の7:00 - 9:00と16:00 - 18:00（JST）と2004年（平成16年）4月3日までは毎週土曜日の朝にも放送されていた教育番組ゾーンの名称。また、1999年（平成11年）4月11日から2003年（平成15年）4月5日まで週末の夕方に放送されていた約60分の子供向け番組の名称でもある。
タイトルの由来は『わんぱく』と『パーク』を繋いだもの。

## 概要

### 平日
2002年度まではゾーンの最初（1999年度のみ夕方は16:00と17:00の2回）に1分間のオープニングを流していた。朝は9:00前、夕方は16:50前に30秒 - 1分間のステーションブレイクが挿入されていた。そのため、一部番組では開始・終了時間01分、16分、59分などの中途半端な時間で、また放送時間が0分・5分単位ではなく9分、11分などと中途半端だった。1999年度から2003年度には、日曜日（または土曜日）の7:35 - 9:00（または7:40 - 9:00）と17:00 - 18:00にも放送されていた。
また、2003年から放送された「クィンテット」の初年度に生放送されていた時は、間に別番組（詳細こちら）を挟む形でのサンドウィッチ形式を取り入れ、17時丁度に1分間の総合オープニング、17:45-17:50の最終パートで総合エンディングを放送していた。
この枠の前身は、1990年度から1998年度まで放送された『母と子のテレビタイム』で、当枠移行後も2002年3月までの3年間はゾーンタイトル冒頭にて同タイトルも表示され、『あつまれ!わんパーク』のタイトルは実質的なサブタイトル扱いだった。2010年度からは『Eテレキッズ』に引き継がれる。

### 週末
いわゆるニャンちゅうシリーズの番組の一つ。1999年度から2002年度まで放送された番組。2000年度まで日曜日の17時台に60分間放送されていたが、2001年度からは『みんなの広場だ!わんパーク』と入れ替わる形で土曜日の17時台の50分間に移動・短縮した。
他のニャンちゅうシリーズと同様、ニャンちゅうとお姉さんのやりとりを交えつつ、途中で多数のコーナーが挿入され、最後は視聴者からのお便りの紹介で締める。
『あつまれ!わんパーク』開始に伴い2000年度から『おかあさんといっしょ』の土曜日の再放送枠が休止されたため、同番組の歌のコーナー、体操のコーナー、『ぐ〜チョコランタン』等もこの番組内で放送された。
2003 - 2004年度は放送枠や番組編成などはそのままに『ニャンちゅうといっしょ』に改題。『おかあさんといっしょ』の各コーナーの放送もこの番組まで継続された。
2005年度以降は日曜日夕方に移動し『ニャンちゅうワールド放送局』へ継承された。

### 放送時間の変遷
| 期間       | 期間       | 放送時間（JST）        | 放送時間（JST）        | 放送時間（JST）       | 放送時間（JST）        | 放送時間（JST）       |
| 期間       | 期間       | 平日朝                 | 平日夕                 | 土曜日朝              | 土曜日夕               | 日曜日夕              |
| ---------- | ---------- | ---------------------- | ---------------------- | --------------------- | ---------------------- | --------------------- |
| 1999.04.05 | 2003.04.06 | 07:30 - 09:00（90分）  | 16:00 - 18:00（120分） | 07:35 - 09:00（85分） | 16:00 - 18:00（120分） | 17:00 - 18:00（60分） |
| 2003.04.07 | 2004.04.04 | 07:10 - 09:00（110分） | 16:00 - 18:00（120分） | 07:40 - 09:00（80分） | 16:00 - 18:00（120分） | 17:00 - 18:00（60分） |
| 2004.04.05 | 2007.04.01 | 07:10 - 09:00（110分） | 16:00 - 18:00（120分） | （放送なし）          | 17:00 - 18:00（60分）  | 17:00 - 18:00（60分） |
| 2007.04.02 | 2010.03.28 | 07:00 - 09:00（120分） | 16:00 - 18:00（120分） | (別枠)                | 17:00 - 18:00（60分）  | 17:00 - 18:00（60分） |

## 番組一覧
再放送は省略。
| 番組名                                                                                        | 放送期間                      |
| --------------------------------------------------------------------------------------------- | ----------------------------- |
| おかあさんといっしょ                                                                          | 1959年10月5日 - 放送中        |
| てれび絵本                                                                                    | 1990年4月2日 - 放送中         |
| えいごであそぼ                                                                                | 1990年4月2日 - 2017年3月31日  |
| ひとりでできるもん!→ひとりでできるもん!どきドキキッチン→ひとりでできるもん!どこでもクッキング | 1991年4月1日 - 2006年3月31日  |
| 忍たま乱太郎                                                                                  | 1993年4月10日 - 放送中        |
| プチプチ・アニメ                                                                              | 1994年4月4日 - 放送中         |
| いないいないばあっ!                                                                           | 1996年1月8日 - 放送中         |
| ハッチポッチステーション                                                                      | 1996年4月1日 - 2003年4月4日   |
| おじゃる丸                                                                                    | 1998年10月5日 - 放送中        |
| つくってワクワク                                                                              | 1999年4月5日 - 2013年3月29日  |
| ぴりっとQ                                                                                     | 1999年4月5日 - 2006年3月31日  |
| ピタゴラスイッチミニ                                                                          | 2002年4月1日 - 放送中         |
| クインテット                                                                                  | 2003年4月7日 - 2013年3月30日  |
| にほんごであそぼ                                                                              | 2003年4月7日 - 放送中         |
| からだであそぼ                                                                                | 2004年4月5日 - 2009年3月27日  |
| わたしのきもちミニ                                                                            | 2005年4月7日 - 2010年3月27日  |
| ぜんまいざむらい                                                                              | 2006年4月3日 - 2010年3月26日  |
| 味楽る!ミミカ                                                                                 | 2006年4月3日 - 2009年3月27日  |
| うたっておどろんぱ!プラス                                                                     | 2006年4月8日 - 2007年3月30日  |
| 南の島の小さな飛行機 バーディー                                                               | 2006年4月8日- 2010年3月27日   |
| シャキーン!                                                                                   | 2008年3月31日 - 2022年3月31日 |
| みいつけた!                                                                                   | 2009年3月30日 - 放送中        |
| クッキンアイドル アイ!マイ!まいん!                                                            | 2009年3月30日 - 2013年3月29日 |

## 番組オープニング
- 1999年度（歌：茂森あゆみ）
  - タップとクラップがウサギ型の宇宙船に乗って遊園地へやってきて、遊園地では番組出演者たちが次々と登場し、その後番組出演者たちが宇宙船に乗り、宇宙船が飛び立つ。7時台と16時台、17時台の3パターンある。
- 2000年度（歌：茂森あゆみ）
  - 1999年度と内容は同じだが、『ぐ〜チョコランタン』の開始と『ひとりでできるもん!』のリニューアルによりその部分が変更されたほか、17時台のオープニングが廃止されたため、16時台のオープニングに17時台の番組出演者も出るようになった。また、土曜日版の『みんなの広場だ!わんパーク』でも一部CGを改変して使用されていた。
- 2001年度
  - CGアニメになった番組出演者やキャラクターが次々と登場する。7時半台と16時台の2パターンがある。
- 2002年度
  - 番組出演者などは登場しない全くオリジナルのアニメーションで曜日ごとに内容が異なっていた。

## 2003年度の平日17時台
2003年度からは統一タイトル（インターミッション）は放送されていないが、2003年度は17時台の番組の合間と合間を利用して音楽人形劇『クインテット』を挿入する形を取っており、17:00ちょうどに『クインテット』のオープニングを放送、その後17:01から一旦次の別番組を挿入し、以後17:50まで、番組の合間と合間のクッションとして合計4パート放送されていた。

## 全員集合
| 年     | タイトル                                                                          | 出演者 |
| ------ | --------------------------------------------------------------------------------- | --- |
| 1999年 | 40周年 うたのパーティ                                                             | 杉田あきひろ、つのだりょうこ、佐藤弘道、タリキヨコ スプー、みど、ふぁど、れっしー、空男 眞理ヨシコ、しゅうさえこ、森みゆき 坂田おさむ、神崎ゆう子、速水けんたろう、茂森あゆみ |
| 2000年 | キャラクター大集合!生放送でおめでとう                                             | 杉田あきひろ、つのだりょうこ、佐藤弘道、タリキヨコ、スプー ワンワン、りなちゃん、かなちゃん、クリス、ダリオ ワクワクさん、ゴロリ、ストレッチマン、ニャンちゅう、笹峰愛 |
| 2002年 | ぐ〜チョコランタンとゆかいな仲間の大行進 〜ドーム・夢のわんパーク広場〜           | 坂田おさむ、瀧本瞳、松野ちか、輪島直幸 ミーオ、ダリオ、ひなたおさむ、かまだみき、恵畑ゆう スプー、アネム、ズズ、ジャコビ、どーもくん |
| 2003年 | テレビまつりだ! ぐ〜チョコランタンとともだちいっぱい!オンステージ                 | 今井ゆうぞう、はいだしょうこ、佐藤弘道、タリキヨコ スプー、アネム、ズズ、ジャコビ ワンワン、ふうか、りなちゃん、エリック、マヤ、JB ワクワクさん、ゴロリ、神田山陽、ストレッチマン ドン・ガバチョ、どーもくん |
| 2005年 | 弘道おにいさんとあそぼ! 夢のビッグパレード                                        | 佐藤弘道、今井ゆうぞう、はいだしょうこ、タリキヨコ スプー、アネム、ズズ、ジャコビ ひなたおさむ、かまだみき、恵畑ゆう 坂田おさむ、つのだりょうこ モリゾー、キッコロ |
| 2009年 | あつまれ!キッズソング50 〜スプー・ワンワン 宇宙の旅〜                             | 横山だいすけ、三谷たくみ、眞理ヨシコ、田中星児 坂田おさむ、神崎ゆう子 スプー、アネム、ズズ、ジャコビ じゃじゃまる、ぴっころ、ぽろり ワンワン、ケボ、モッチ、おどるくん、ゴロリ、はに丸 神田山陽、タップ、ノッポさん、ゴン太くん、どーもくん ガチャピン、ムック |
| 2009年 | ETV50 キャラクター大集合 とどけ!みんなの元気パワー 〜輝け!こども番組元気だ!大賞〜 | 横山だいすけ、三谷たくみ、小林よしひさ、いとうまゆ ライゴー、スイリン、プゥート ワンワン、ことちゃん エリック、ジェニー、ケボ、モッチ ワクワクさん、ゴロリ コニちゃん、ゆい、つばさ、りか、りょうたろう ストレッチマン、あやめちゃん、まいん、どーもくん （VTR出演）こんどん、みのぽー、てれび戦士、ジュモクさん （VTR出演）アキラ、アリア、スコア、フラット、シャープ （VTR出演）おじゃる丸、スイちゃん、コッシー、サボさん |
| 2009年 | 星空のメリーゴーラウンド 〜50周年記念コンサート〜                                 | 横山だいすけ、三谷たくみ、小林よしひさ、いとうまゆ ライゴー、スイリン、プゥート ひなたおさむ、かまだみき、恵畑ゆう スプー、アネム、ズズ、ジャコビ 眞理ヨシコ、田中星児 坂田おさむ、神崎ゆう子、速水けんたろう、茂森あゆみ 杉田あきひろ、今井ゆうぞう、はいだしょうこ 天野勝弘、佐藤弘道 じゃじゃまる、ぴっころ、ぽろり |
| 2010年 | 青空ワンダーランド                                                                | 横山だいすけ、三谷たくみ、小林よしひさ、いとうまゆ ライゴー、スイリン、プゥート ひなたおさむ、かまだみき、恵畑ゆう スプー、アネム、ズズ、ジャコビ |